# Matteo di Ser Cambio

Matteo di Ser Cambio (Pérouse v. 1351 - avant 1424) est un peintre italien de miniatures et un orfèvre pérugin actif au XIVe et XVe siècles.

## Biographie
Matteo di ser Cambio, fils de Cambio di Bettolo est né à Pérouse. Matteo di ser Cambio est inscrit à l'Arte degli Orafi vers 1350. À partir de vers 1370, date de son premier travail signé, son atelier était renommé à Pérouse. 
Les œuvres issues de son activité d'orfèvre sont perdues mais il reste encore de nombreuses enluminures et miniatures, décorations des Statuti e Matricole delle Arti pérugines. Parmi les travaux les plus connus se trouvent les décorations du Statuto e Matricola del Cambio et della Mercanzia (1377). 
L’importance du codex de la Matricola del Cambio (1377) est motivée par la qualité de l'écriture et de la décoration mais aussi par une terzina qui se trouve au bas de la carte 3r, en dessous du portrait de l'artiste « Io Mateo de ser Cambio orfo, che qui col sesto in mano me fegurai, questo libro scrissi dipinsi e miniai ». Matteo di ser Cambio et son atelier ont aussi réalisé la décoration de la Matricola dei Maestri di Pietra e Legname ainsi que pour diverses autres Matricole pérugines. 
Divers documents attestent que Matteo di ser Cambio a recouvert d'importantes charges publiques témoignant de l'important rang social atteint. Le 24 février 1388 il est nommé châtelain de la Rocca Contrada et dans la même année il est choisi en tant qu'expert afin d'estimer une cloche. En 1400 il reçoit une commande des offiziali de la Commune de Pérouse pour diverses argenteries (perdues). En 1401 il est élu camerlingue de l Arte degli orafi; la charge lui est renouvelée en 1412. En 1403 il est nommé prieur par la même corporation, charge renouvelée en 1410 et1414.
Vers la fin de l'année 1408, il est inscrit dans la paroisse de San Fortunato, de laquelle il se transfère à celle de Santa Maria Nuova près de la porte San Angelo. À partir de 1413 il est documenté dans la cadastre de la paroisse San Severo. Matteo di ser Cambio avait des liens étroits avec la communauté juive pérugine de laquelle il est nommé procurateur légal le 25 novembre 1414. En 1419, il réside près de porta Eburnea dans la paroisse de San Angelo, où il achète divers terrain. 
En 1420, il réalise la croix (signée) de l'église San Francesco a Prato.
En 1424 il signalé mort dans un écrit de sa fille et héritière Andrea.

## Œuvres

### Miniature
- Matricola del Cambio (1377), signée, archive Collegio del Cambio, Pérouse
- Matricola della Mercanzia (1377), Collegio della Mercanzia, Pérouse,
- Matricola dei Maestri di Pietra e Legname, Biblioteca Augusta, Ms. 977, Pérouse.
- Matricola dei sartori di Perugia, (1370-1372), musée civique, Pesaro,
- Matricola dei tavernieri (1379) , Biblioteca Augusta, Pérouse,
- Matricola dei legnaiuoli e lapicidi (1385),
- Matricola dei notai, Biblioteca naz. Braidense, Milan,
- Madonna con Bambino, santi e devoti inginocchiati (1490), (feuille détachée) miniature, Biblioteca Augusta, Pérouse
- Maestà (vers 1400), feuille détachée, Archives d'état, Sienne,
- Maesta (vers 1400), feuille détachée, The Pierpont Morgan Library, New York,
- Mishnēh Tōrāh (vers 1410) , décoration, Jewish national and University Library, Jérusalem,

### Orfèvrerie
- Croix (1420), église san Francesco, Pérouse.